# تحدث هذا الحديث (أغنية ريانا)
توك ذات توك هي أغنية سجلتها المغنية البربادوسية ريانا لألبومها الإستديو السادس، توك ذات توك (2011). يتضمن مقاطع راب من قبل فنان الراب الأمريكي جي-زي، الأغنية تعتبر ثالث تعاون يجمع بين ريانا وجي-زي في أغنية من بعد «أمبريلا» (2007) و«رن ذس تاون» (2009). «توك ذات توك» كتبت بواسطة إستر دين، وميكيل إس. إريكسن، وتور إريك هيرمانسن، وشون كارتر، وكريستوفر والاس، وأنثوني بيست، وشون كومز، وتشاكي تومسون، ومن إنتاج ستارغيت. أرسلت تسجيلات ديف جام الأغنية إلى آيربان راديو في الولايات المتحدة يوم 17 يناير،2012 كأغنية منفردة ثالثة من توك ذات توك. صدرت الأغنية على شكل أسطوانة منفردة في فرنسا يوم 26 مارس، 2012. «توك ذات توك» هي أغنية هيب هوب تحتوي على ألحان آر أند بي.

## الخلفية والتنمية
قبل صدور ألبومها الإستديو السادس توك ذات توك في نوفمبر 2011، أعلنت ريانا على حسابها عبر التويتر أن، بصرف النظر عن أغنية «وي فاوند لوف» مع اشتراك كالفين هاريس، سوف يتضمن الألبوم اشتراك مع فنان واحد فقط، ولكنها لم تذكر اسم الفنان. جاي براون، مدير أعمال ريانا، أوضح أنهم يفضلون تسجيل الأغاني بشكل مستقل بدلاً من التعاون مع فنانين آخرين. في 8 نوفمبر، 2011، أكدت ريانا على التويتر أن مرشدها، مغني الراب الأمريكي جي-زي، سوف يشارك معها في الأغنية التي تحمل نفس اسم الألبوم. تعتبر الأغنية ثالث تعاون يجمع بين ريانا وجي-زي في أغنية من بعد «أمبريلا» (2007) و«رن ذس تاون» (2009).

## التسجيل والإنتاج
|                                                                  |  |  |
| شارك كل من جي-زي (يسار) وشون كومز (يمين) في كتابة "توك ذات توك". |  |  |

«توك ذات توك» كتبت بواسطة إستر دين، وميكيل إس. إريكسن، وتور إريك هيرمانسن، وشون كارتر، وكريستوفر والاس، وأنثوني بيست، وشون كومز، وتشاكي تومسون، ومن إنتاج فرقة الإنتاج النرويجية ستارغيت. وكانوا قد أنتجوا أغاني ريانا المنفردة الناجحة «أونلي غرل (إن ذا وورلد)» و«واتز ماي نايم؟» لألبومها الإستديو الخامس، لاود (2010). قالت الفرقة النرويجية ستارغيت للموقع الإلكتروني 730.no أنه كان أول تعاون لهم مع جي-زي وقالوا إنهم راضون جداً مع كل من الأغنية ومساهمة كل من الفنانين. تم تسجيل «توك ذات توك» في استديوهات روك ذا مايك وفي استديوهات جنغل سيتي في مدينة نيويورك، وفي استديوهات ويستلايك في لوس أنجلوس، وفي استديوهات ذا هايد أوت في لندن. عمل كل من ستارغيت، مايلز ووكر، ومايك أندرسون كمهندسين للصوت. تم تسجيل صوت ريانا من قبل ماركوس توفار وكوك هاريل، بالإضافة إلى ذلك، تم تسجيل مقطع جي-زي من قبل جوردان يونغ. تم مزج الأغنية من قبل فيل تان ومع مساعده دانييلا ريفيرا في استوديوهات نينجا بيت كلوب في أتلانتا.

## الإصدار والترويج

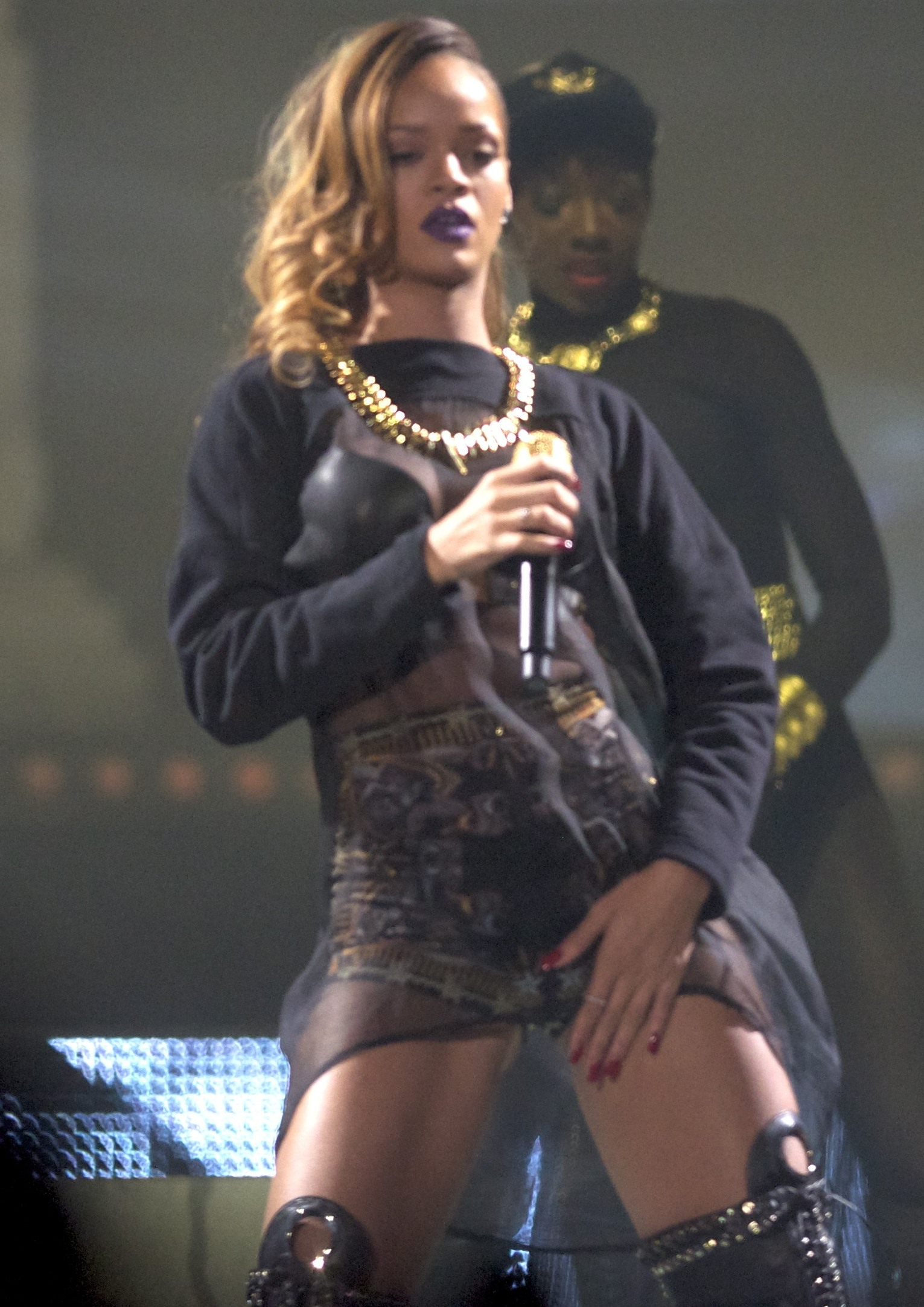
ريانا أثناء أدائها لأغنية "توك ذات توك" في دايموندز وورلد تور، 2011.

في ديسمبر 2011، سألت ريانا معجبينها على التويتر لاقتراحاتهم عن أي أغنية من توك ذات توك صالحة بأن تكون الأغنية المنفردة الثالثة. في 10 يناير، 2012، أعلنت أن الأغنية التي تحمل نفس اسم الألبوم تم اختيارها لتكون الأغنية المنفردة. في 17 يناير، 2012، أرسلت تسجيلات ديف جام «توك ذات توك» إلى محطات آيربان الإذاعية في الولايات المتحدة. في 26 مارس، 2012، صدرت «توك ذات توك» على شكل أسطوانة منفردة في فرنسا، التي تضمنت نسخة الأغنية من الألبوم وريمكس تشاكي إكستينتيد لأغنية «وي فاوند لوف».
قامت ريانا بغناء «توك ذات توك» أولاً في البرنامج البريطاني ذا جوناثان روس شو، الذي بث يوم 3 مارس، 2012. في 5 مايو، 2012، قامت ريانا بغناء الأغنية في البرنامج الكوميدي الأمريكي ساترداي نايت لايف كجزء من مزيج الذي شمل النسخة الفاصلة من «بيرثداي كايك». قامت بغناء الأغنية مع جي-زي في مهرجان بي بي سي راديو 1 هاكني ويك إند في لندن. في نوفمبر 2012، غنت الأغنية في جولتها 777 تور، جولة ترويجية طويلة لمدة سبعة أيام لترويج ألبومها الإستديو السابع، أنوبولوجيتيك (2012). أدرجت الأغنية في جولتها العالمية لعام 2013 بعنوان دايموندز وورلد تور.

## استقبال النقاد
تلقت «توك ذات توك» استقبالاً حسناً من قبل معظم نقاد الموسيقى. شعر ستيف من الموقع الإلكتروني Sputnikmusic أنه من الممكن أن تحصل الأغنية على نجاح كبير في الإذاعة وذلك جزئياً بسبب مقطع راب جي-زي. شعرت ريم بوهازا من صحيفة The National أن «توك ذات توك»، جنباً إلى جنب مع «يو دا ون» و«روك مي أوت»، هم جزء من «تركيبة أغاني مصممة خصيصاً ليتم تشغيلها في إذاعة أغاني البوب». وجد ديفيد غريفيث من المحطة الموسيقية 4Music أن الأغنية هي تعاون ناجح آخر بين ريانا وجي-زي. أعطت لويس كورنر من الموقع الإلكتروني Digital Spy الأغنية أربعة من أصل خمسة نجوم. في مراجعة للألبوم، كتبت ليندساي زولادز من الموقع الإلكتروني Pitchfork Media أن الأغنية هي واحدة من أغنيات الألبوم الأكثر مرح، على الرغم من أنها ليست جيدة مثل «أمبريلا».

## الأداء التجاري

### أمريكا الشمالية
بعد صدور الألبوم، ظهرت الأغنية على عدة رسوم بيانية، وذلك بسبب المبيعات الرقمية القوية. في الولايات المتحدة، دخلت «توك ذات توك» لأول مرة على الرسم البياني الأمريكي بيلبورد هوت 100 في المركز الواحد والثلاثين، لبيع 73,000 نسخة رقمية في الأسبوع الأول، أصبحت أعلى أغنية تدخل على هذا الرسم البياني في هذا الأسبوع. بعد الإعلان عن صدور الأغنية كأغنية منفردة، عادت الأغنية إلى الرسم البياني يوم 28 يناير، 2012، في المركز المائة. في وقت لاحق، دخلت الأغنية على الرسم البياني الأمريكي لأغاني الآر أند بي/الهيب-هوب يوم 28 يناير، 2012، في المركز الثالث والستين. بلغت ذروتها في المركز الثاني عشر. دخلت الأغنية لأول مرة وبلغت ذروتها في نفس الوقت على الرسم البياني الأمريكي لأغاني البوب يوم 7 أبريل، 2012، في السادس والعشرين. حصلت الأغنية على شهادة غولد من قبل اتحاد صناعة التسجيلات الأمريكية تدل على أكثر من 500,000 تحميل رقمي في الولايات المتحدة وحدها. بالإضافة إلى ذلك، دخلت الأغنية لأول مرة وبلغت ذروتها في نفس الوقت على الرسم البياني الكندي في المركز الثلاثين.

### أوروبا وأوقيانوسيا
في أوروبا، بعد صدور الألبوم، ظهرت الأغنية لأول مرة على أكثر من عشر رسوم بيانية وطنية. في المملكة المتحدة، دخلت الأغنية لأول مرة وبلغت ذروتها في نفس الوقت على الرسم البياني البريطاني في المركز الخامس والعشرين، وتمكنت من الوصول إلى المركز السابع على الرسم البياني البريطاني لأغاني الآر أند بي. في النرويج، بلغت ذروتها داخل المراكز العشرة الأولى في المركز العاشر، وبلغت ذروتها خارج المراكز العشرة الأولى في المركز الحادي عشر في سويسرا. أيضاً ظهرت في المراكز الأربعين الأولى في أيرلندا، وفي نيوزيلندا، وفي إسبانيا، وتمكنت من الوصول إلى المراكز الثلاثين الأولى في إسكتلندا، وفي فرنسا، وفي الدنمارك. في أستراليا، دخلت الأغنية لأول مرة الرسم البياني الأسترالي في المركز الثاني والأربعين، وبلغت ذروتها في المركز الثامن والعشرين. حصلت الأغنية على شهادة غولد من قبل رابطة صناعة التسجيلات الأسترالية (ARIA) لبيع أكثر من 35,000 نسخة رقمية.

## الجوائز والترشيحات
| السنة | الحفل         | البلد المضيف | الفئة               | النتيجة | المصادر |
| ----- | ------------- | ------------ | ------------------- | ------- | ------- |
| 2012  | جوائز الغرامي |              | أفضل تعاون راب/أداء | رُشِّح     | [ 36 ]  |

## قائمة أغاني الأغنية المنفردة
- أسطوانة منفردة[7]

1. «توك ذات توك» (مع اشتراك جي-زي) – 3:29
2. «وي فاوند لوف» (ريمكس تشاكي إكستينتيد) – 5:57

## الرسوم البيانية

### الرسوم البيانية الأسبوعية
| الدولة | الرسم البياني (2011-2012)      | المركز | المصادر |
| ------ | ------------------------------ | ------ | ------- |
|        | (Canadian Hot 100)             | 30     | [ 37 ]  |
|        | (Billboard Hot 100)            | 31     | [ 18 ]  |
|        | (Ultratop 50 Flanders)         | 4      | [ 38 ]  |
|        | (Ultratop 50 Wallonia)         | 2      | [ 39 ]  |
|        | (Tracklisten)                  | 26     | [ 33 ]  |
|        | (SNEP)                         | 24     | [ 32 ]  |
|        | (IRMA)                         | 22     | [ 29 ]  |
|        | (Single Top 100)               | 61     | [ 40 ]  |
|        | (VG-lista)                     | 10     | [ 28 ]  |
|        | (PROMUSICAE)                   | 37     | [ 41 ]  |
|        | (Sverigetopplistan)            | 41     | [ 42 ]  |
|        | (Schweizer Hitparade)          | 11     | [ 27 ]  |
|        | (Official Charts Company)      | 25     | [ 25 ]  |
|        | (ARIA)                         | 28     | [ 34 ]  |
|        | (Recorded Music NZ)            | 37     | [ 43 ]  |
|        | (The Official Lebanese Top 20) | 20     | [ 44 ]  |
|        | (Japan Hot 100)                | 96     | [ 45 ]  |

## الشهادات
| الدولة | المزود | الشهادات | المبيعات | المصادر |
| ------ | ------ | -------- | -------- | ------- |
|        | (RIAA) | غولد     | 500,000  | [ 46 ]  |
|        | (ARIA) | غولد     | 35,000   | [ 35 ]  |

## تاريخ الإصدار
| الدولة          | التاريخ                | نوع الإصدار    | الشركة المنتجة | المصادر |
| --------------- | ---------------------- | -------------- | -------------- | ------- |
|                 | 17 يناير، 2012         | آيربان راديو   | ديف جام        | [ 47 ]  |
| 14 فبراير، 2012 | ماينستريم وريذمك راديو | [ 48 ] [ 49 ]  | ديف جام        |         |
|                 | 26 مارس، 2012          | أسطوانة منفردة | يونيفرسال      | [ 7 ]   |